# Hvozd (Lužické hory)
Hvozd (německy Hochwald) je výrazný znělcový hřbet (749 m) se dvěma vrcholy v Lužických horách na hranicích s Německem. Je pátým nejvyšším vrcholem Lužických hor. Na vrcholu jsou dvě restaurace.

## Popis

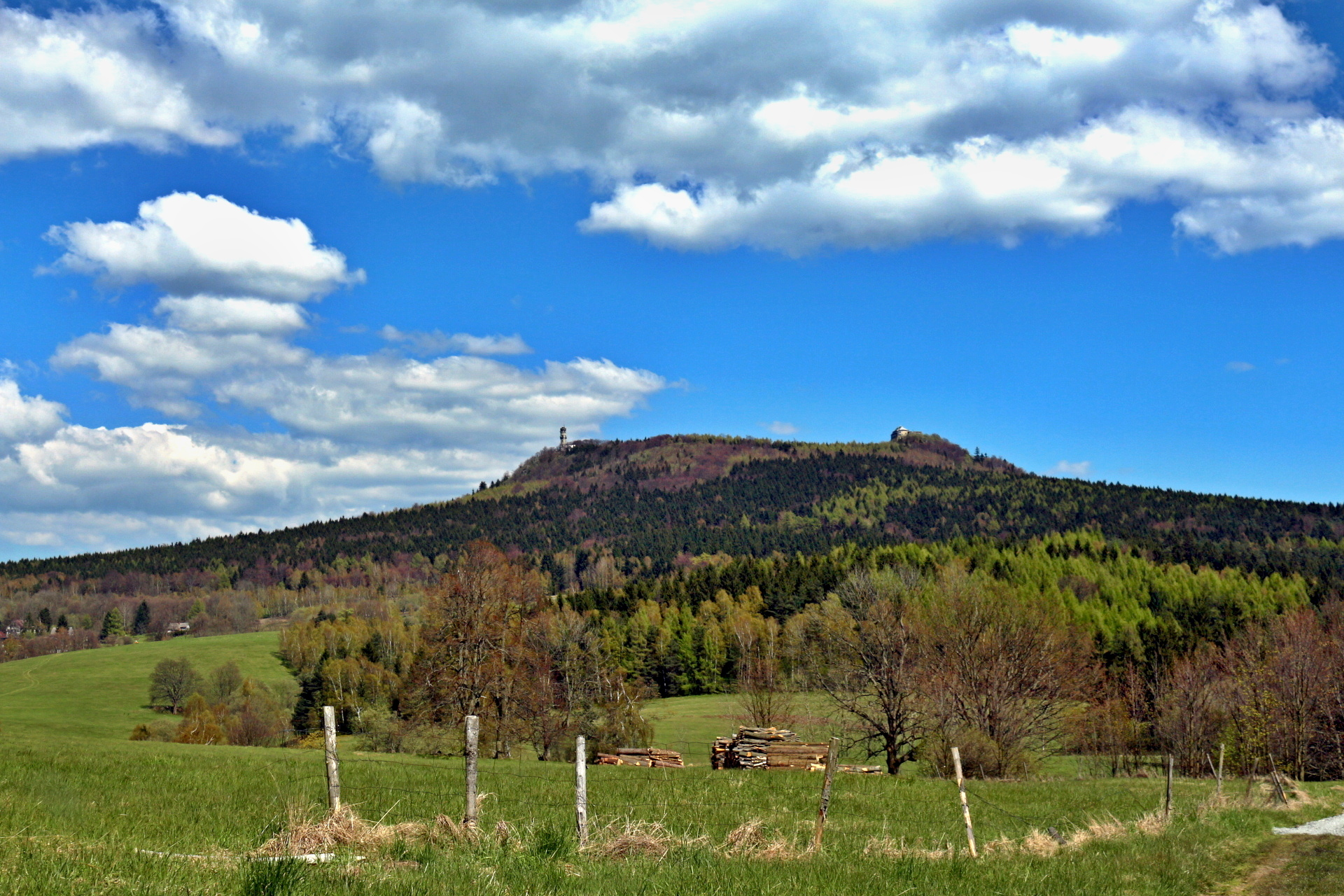
Pohled na horu Hvozd z české strany od obce Krompach

Hora Hvozd je na hranicích mezi Českem a Německem. Má dva vrcholy, přes jižní vyšší vede státní hranice. Nižší vrchol (743 m) je na německé straně. Hora je porostlá smrkovým lesem, v němž se vyskytuje i borovice, modřín, bříza. Les ve vrcholových partiích utrpěl emisemi. Hřbet Lužických hor s Hvozdem tvoří zároveň rozvodí mezi Severním a Baltským mořem.
Dvojvrchol je v geomorfologickém členění veden v Lužickém hřbetu (IVA-2A), jeho okrsku Hvozdský hřet (IVA-2A-b).
Po administrativním přesunu města Jablonné v Podještědí pod okres Liberec je v libereckém okrese i vrchol Hvozdu.

## Rozhledna a restaurace
Již v roce 1787 si žitavští občané vybudovali k vrcholu hory schodiště, které zčásti slouží dodnes. V roce 1834 byl na vrcholové plošině postaven velký kříž a v roce 1853 na německé straně postavil pan Marx z Oybinu první hostinec. Když stavba 1. srpna 1877 podlehla požáru, byl postaven v témže roce majitelem hostinec nový, tentokrát na české straně. Roku 1879 byla na vrchu, přímo na hraniční čáře, postavena přírodovědným spolkem Globus ze Žitavy dřevěná rozhledna vysoká 10 metrů. Pojmenovali ji Karolinina rozhledna.
O dalších deset let později byla na německé straně hory postavena turistická chata s restaurací i možností ubytování, která turistům slouží dodnes. Má tu kuriozitu, že přes její terasu vede státní hranice, takže návštěvník může sedět u stolu, kterým prochází státní hranice (viz foto). Terasa je vyhlídkovou plošinou, místem dalekého rozhledu. Restaurace na české straně vyhořela v roce 1946 a zachovaly se z ní jen zbytky sklepů.
Na severním vrcholu, na německé straně, již zmíněný spolek postavil místo rozhledny dřevěné o kus dál kamennou. Je vysoká 25 metrů, vzhledem dvojče rozhledny na Jedlové a byla otevřena slavnostně přesně o rok později než rozhledna na Jedlové (14. září 1892).

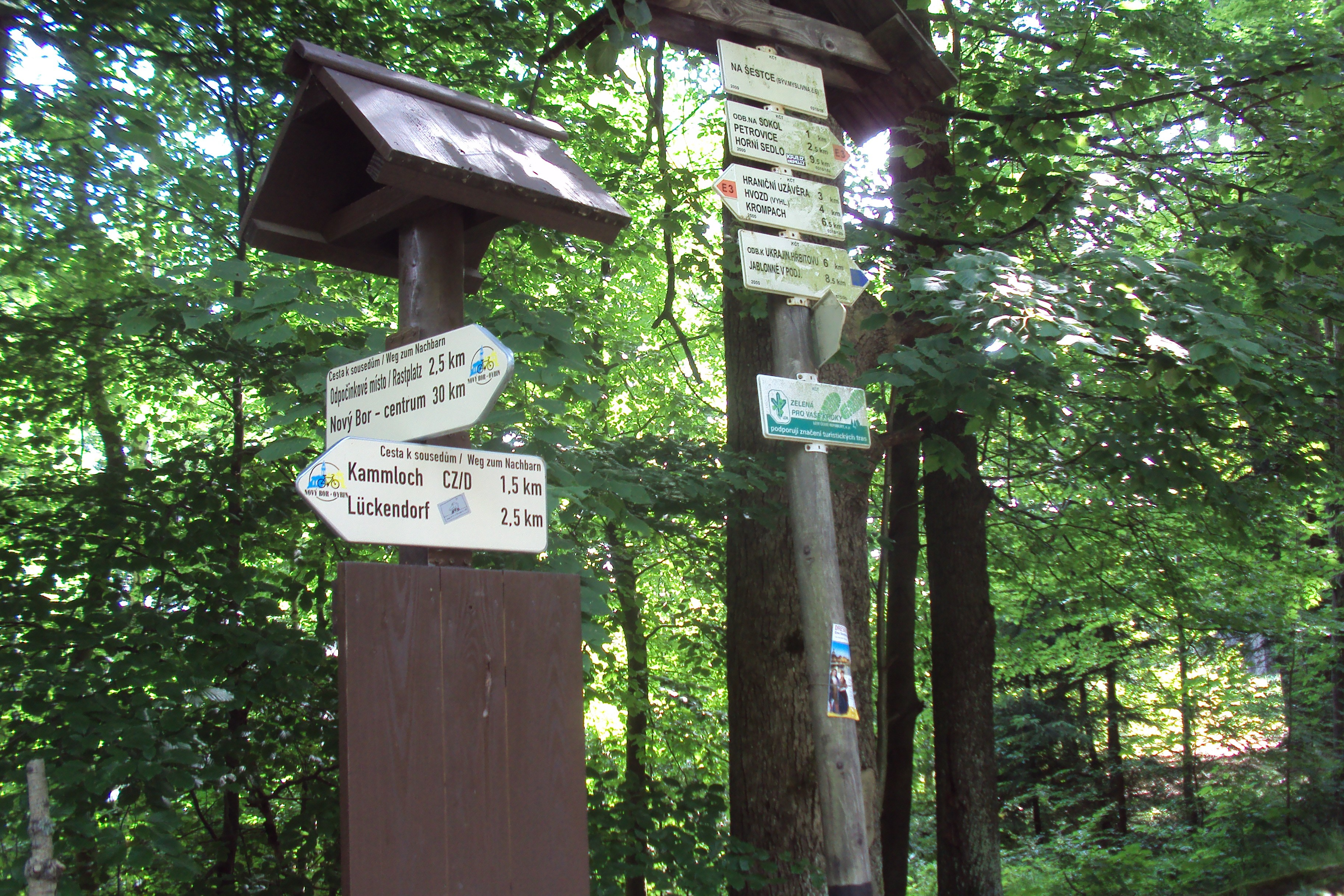
Rozcestník Na šestce

## Na Šestce
V sedle mezi Hvozdem a vrcholem Sokol je v lese samota sloužící jako skautská chata, kdysi lesovna, v níž se scházeli myslivci z okolí ke sportovní střelbě. Později bylo stavení upraveno jako výletní restaurace, která sloužila po roce 1980 Lidovým milicím. Název Na Šestce měla podle čísla lesnického oddělení.

## Turistika

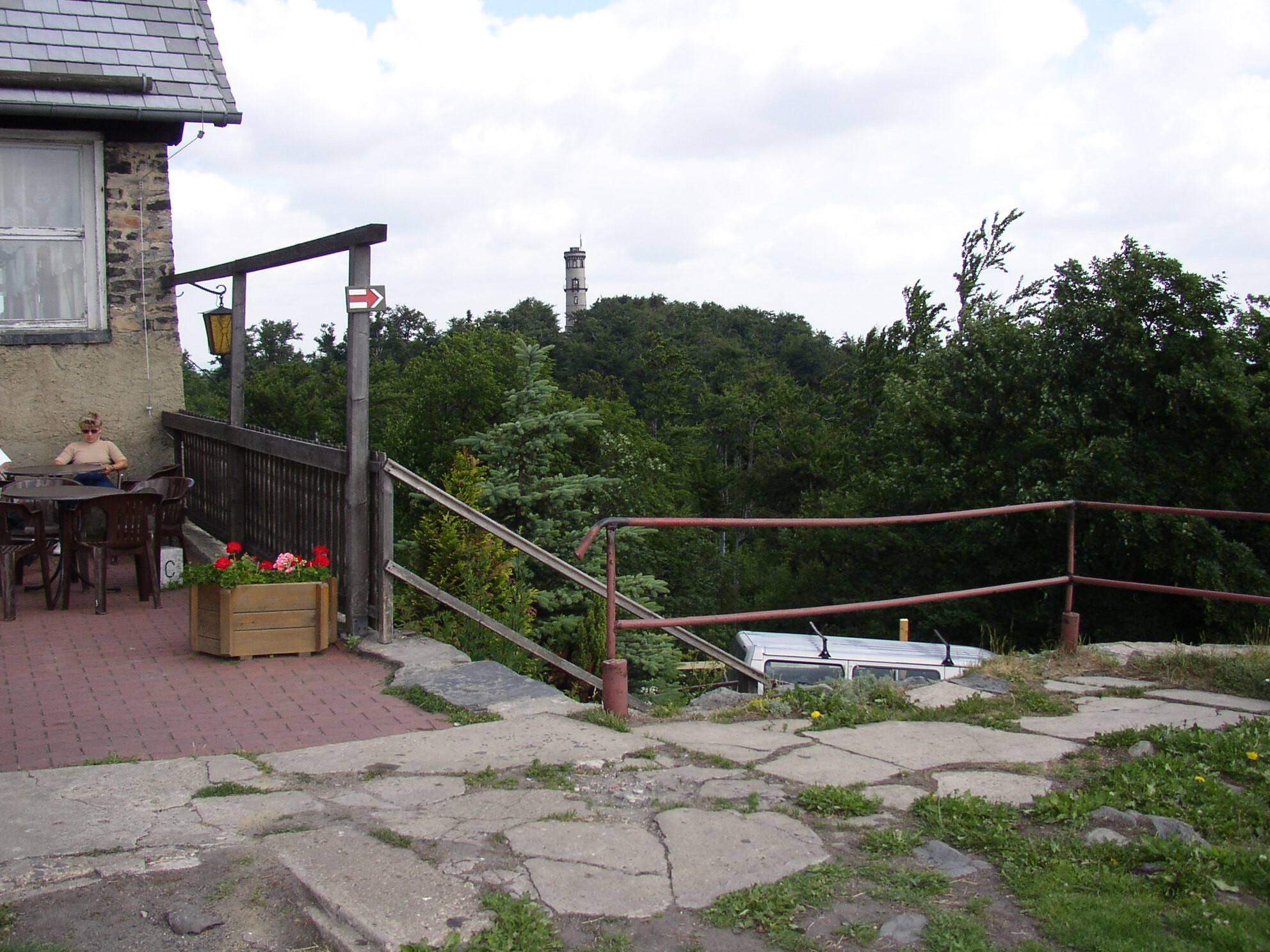
Pohled od restaurace na vrcholu Hvozdu na rozhlednu. V levé části obrázku se nachází hraniční patník (hranice prochází středem stolu).

Z Krompachu je na vrchol 2 km daleko a vede tam z Krompachu i červená turisticky značená cesta. Od Hvozdu pak pokračuje do Petrovic přes zmíněnou samotu Na Šestce. Na červené trase pod vrcholem končí žlutě značená cesta z Babiččina odpočinku, parkoviště na silnici mezi Krompachem a Heřmanicemi v Podještědí. Pohodlný výstup je z německé strany od Hainu.